# アレイ・キャッツ
「アレイ・キャッツ」（Alley Cats）は、1986年11月1日に発売されたEPOの12枚目のシングル。発売元はDear heart / MIDI。

## 概要
A面曲「アレイ・キャッツ」はアルバム『PUMP! PUMP!』からのシングルカットであるが、シングル化にあたって編曲が変わっており、アルバム・バージョンでは打ち込みだったベースとドラムが、小原礼とスティーヴ・ジャンセンによる演奏に変更されている。シングル・バージョンはベスト・アルバム『SINGLE TRACKS』や、2013年に発売された『PUMP! PUMP!』のSHM-CDなどに収録されている。
タイトルの ″アレイ・キャッツ″（アレイ・キャット）とは「路地裏の猫」「野良猫」の意で、他に俗語表現として「モラルに欠ける気紛れな行動をする人」などの意味がある。
B面曲「Middle Twenties」は日産ラングレーのCMソングとして使用された。ジャケット写真は荒木経惟が撮影したもの。

## 収録曲
| 全作詞・作曲: EPO。 |                      |           |            |            |      |
| #                   | タイトル             | 作詞      | 作曲・編曲 | 編曲       | 時間 |
| 1.                  | 「アレイ・キャッツ」 | EPO       | EPO        | 鈴木さえ子 | 3:59 |
| 2.                  | 「Middle Twenties」  | EPO       | EPO        | Sync Box   | 4:03 |
| 合計時間:           | 合計時間:            | 合計時間: | 8:02       |            |      |

## リリース日一覧
| 地域 | リリース日    | レーベル          | 規格               | 規格品番 | 備考 |
| ---- | ------------- | ----------------- | ------------------ | -------- | ---- |
| 日本 | 1986年11月1日 | Dear heart / MIDI | 7"シングルレコード | MIS-15   |      |

## 参考資料
- オリコン『SINGLE CHART-BOOK COMPLETE EDITION 1968-2005』オリコン・マーケティング・プロモーション、2006年4月。ISBN 9784871310765。

## 関連作品
- SINGLE TRACKS